# Uniwersytet Medyczny w Łodzi

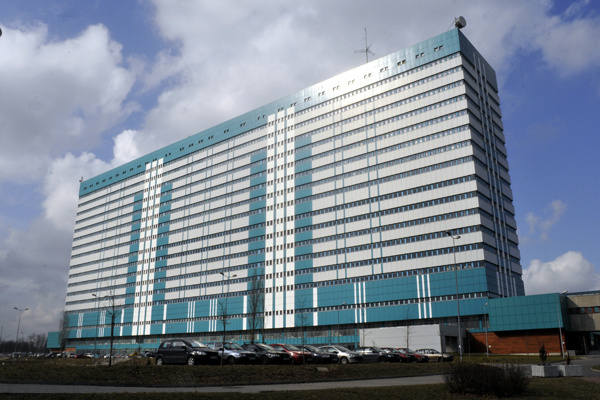
Centrum Kliniczno-Dydaktyczne UM

Uniwersytet Medyczny w Łodzi – publiczna uczelnia medyczna, która rozpoczęła działalność 1 października 2002. Powstała po połączeniu – na mocy Ustawy z dnia 27 lipca 2002 r. o utworzeniu Uniwersytetu Medycznego w Łodzi – dwóch łódzkich uczelni: Akademii Medycznej (1950) i Wojskowej Akademii Medycznej (1957), kontynuując przy tym kilkudziesięcioletnią historię obu akademii. Genezą swą sięga istniejącego w latach 1945–1949 Wydziału Lekarskiego Uniwersytetu Łódzkiego.
Pierwszym rektorem Uniwersytetu Medycznego, zgodnie z decyzją ministra zdrowia, został prof. dr hab. n. med. Andrzej Lewiński – absolwent i wieloletni nauczyciel akademicki Akademii Medycznej w Łodzi.
Według webometrycznego rankingu uniwersytetów świata z 2013, opracowanego przez hiszpański instytut Consejo Superior de Investigaciones Científicas uczelnia zajęła 7. miejsce w Polsce wśród uniwersytetów medycznych, a na świecie 2707. pośród wszystkich typów uczelni. Według miesięcznika „Perspektywy” uczelnia zajęła 5. miejsce w Polsce wśród uniwersytetów medycznych (ranking z 2021 roku).
Potocznie nazywany skrótowo Umedem.

## Władze uczelni
Władze uczelni w kadencji 2024–2028:
- rektor: prof. dr hab. n. med. Janusz Piekarski
- prorektor do spraw klinicznych (pierwszy zastępca): prof. dr hab. n. med. Adam Antczak
- prorektor do spraw studenckich: prof. dr hab. n. med. Adam Durczyński(inne języki)
- prorektor do spraw rozwoju: prof. dr hab. n. med. Dariusz Nowak
- prorektor do spraw wojskowej służby zdrowia: dr hab. n. med. Waldemar Machała
- prorektor do spraw nauki: prof. dr hab. n. med. Agnieszka Piastowska-Ciesielska
- prorektor do spraw współpracy międzynarodowej: prof. dr hab. n. med. Lucyna Woźniak
- prorektor do spraw kształcenia: prof. dr hab. n. med. Marzenna Zielińska

## Wydziały i kierunki kształcenia
Obecnie (2020/21) uczelnia daje możliwość podjęcia studiów cywilnych, jak i wojskowych na piętnastu kierunkach prowadzonych w ramach trzech wydziałów.
- Wydział Farmaceutyczny
  - Analityka medyczna
  - Farmacja
  - Kosmetologia
- Wydział Lekarski
  - Lekarski
  - Lekarsko-dentystyczny
  - Techniki dentystyczne
  - Lekarski w ramach limitu MON
  - Biotechnologia
  - Elektroradiologia
- Wydział Nauk o Zdrowiu
  - Dietetyka
  - Pielęgniarstwo
  - Położnictwo
  - Ratownictwo medyczne
  - Zdrowie publiczne
  - Fizjoterapia

## Historia

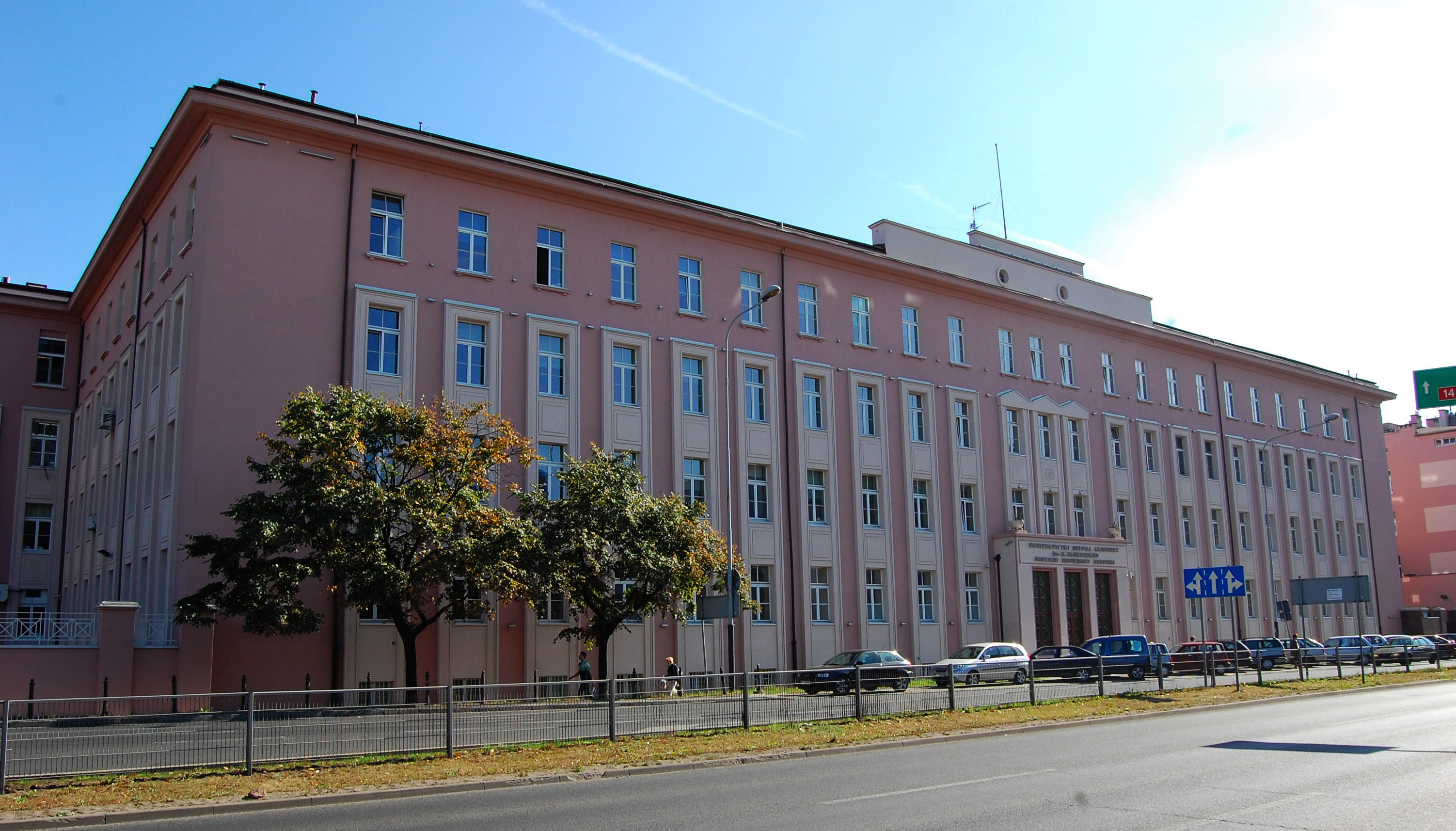
Uniwersytecki Szpital Kliniczny Nr 1 im. Norberta Barlickiego

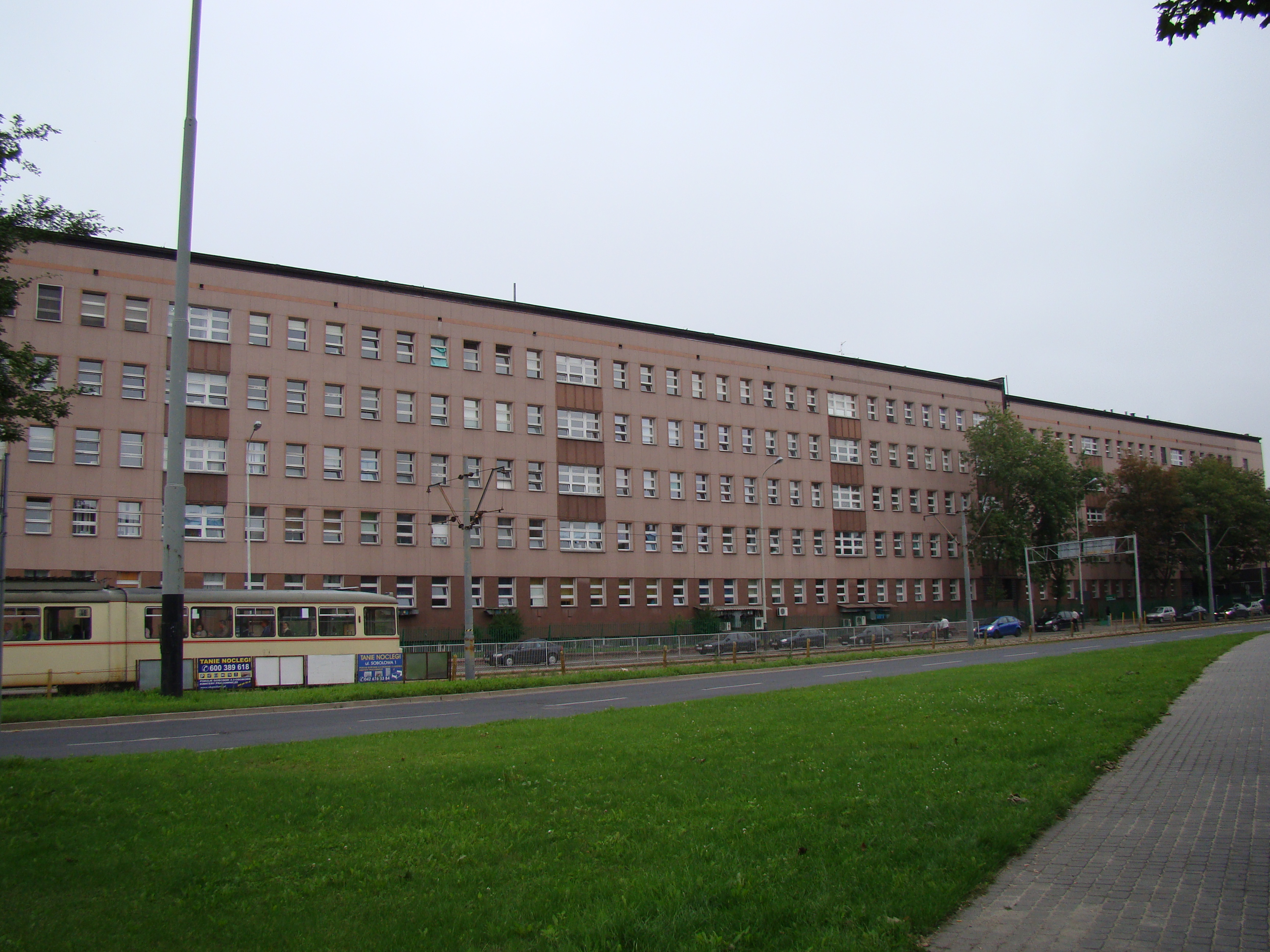
Uniwersytecki Szpital Kliniczny nr 2 im. WAM w Łodzi – Centralny Szpital Weteranów

### Doktorzy honoris causa Uniwersytetu Medycznego[9]
- 2003 – Antoni Gabryelewicz (ur. 1928)[10]

profesor zwyczajny medycyny, kierownik kliniki gastroenterologicznej i były dziekan Wydziału Lekarskiego Akademii Medycznej w Białymstoku. Gastroenterolog, specjalista w zakresie endoskopii
- 2003 – Victor Warren Fazio(inne języki) (ur. 1940)

profesor medycyny, chirurg, proktolog, dyrektor Instytutu Chirurgii w Cleveland (USA). Wprowadził wiele nowych technik w chirurgii kolorektalnej. Zagadnienia naukowe, jakimi się zajmuje dotyczą wrzodziejącego zapalenia jelit, choroby Leśniowskiego-Crohna, raka jelita grubego. Laureat szeregu prestiżowych nagród.
- 2003 – Andrzej Szczeklik (ur. 1938)

profesor zwyczajny medycyny, polski internista, o wielu zainteresowaniach naukowych, w tym dotyczących: pulmonologii, kardiologii, zaburzeń krzepnięcia krwi, enzymologii klinicznej. Jego prace były publikowane w tak prestiżowych pismach naukowych jak: „Nature”, „Lancet”, „The New England Journal of Medicine”, „Blood” i innych. Kierownik Katedry Chorób Wewnętrznych Collegium Medicum Uniwersytetu Jagiellońskiego w Krakowie.
- 2004 – Franciszek Kokot (ur. 1929)

profesor zwyczajny medycyny, polski internista, specjalista z zakresu nefrologii i endokrynologii, rektor Śląskiej Akademii Medycznej w latach 1982–1984, członek zwyczajny PAU i PAN, przewodniczący Centralnej Komisji ds. Tytułu i Stopni Naukowych. Najbardziej jego znanymi osiągnięciami są badania z zakresu nefrologii, czynności układu wewnątrzwydzielniczego w niewydolności nerek, gospodarki elektrolitowej. Laureat szeregu prestiżowych nagród oraz ośmiu doktoratów honoris causa w kraju i na świecie.
- 2004 – Hendrik Timmermann (ur. 1937)

emerytowany profesor chemii i farmakologii Uniwersytetu Vrije w Amsterdamie, były dyrektor Centrum Badań nad Lekiem w Lejdzie, członek wielu instytucji i towarzystw chemicznych i farmaceutycznych. Osiągnięcia naukowe dotyczą preparatyki organicznej, biochemii i biologii molekularnej oraz farmakologii, które zaowocowały otrzymaniem szeregu leków.
- 2004 – Herbert Budka(inne języki) (ur. 1946)

profesor medycyny, dyrektor Instytutu Neurologii Uniwersytetu Wiedeńskiego. Zajmuje się neuropatologią i neurologią, zwłaszcza dotyczącą guzów mózgu, chorób prionowych i zakażeń wirusowych centralnego układu nerwowego.
- 2005 – Andrzej Tarkowski (ur. 1933)

profesor zwyczajny Uniwersytetu Warszawskiego, długoletni kierownik Zakładu Embriologii UW i dyrektor Instytutu Zoologii UW. Światowej sławy embriolog, odkrywca wielu zjawisk embriologicznych w rozwoju ssaków, autor artykułów publikowanych w najbardziej renomowanych periodykach naukowych, takich jak „Nature”. Członek rzeczywisty PAU, Francuskiej Akademii Nauk, Amerykańskiej Akademii Nauk i innych. Laureat licznych nagród naukowych na całym świecie, w tym „Nagrodą Japońską”, nazywanej „japońską Nagrodą Nobla” z 2002 roku.
- 2005 – Ryszard Gryglewski
- 2005 – Miriam Katz
- 2005 – Paul Kleihues(inne języki)
- 2006 – Eberhard Nieschlag(inne języki)
- 2006 – Ilpo Huhtaniemi(inne języki)
- 2006 – Edward F. Plow
- 2006 – Karel Lewit(inne języki)
- 2007 – Tadeusz Tołłoczko
- 2007 – Josephine Arendt(inne języki)
- 2007 – Andrzej Bartke
- 2007 – Maciej Gembicki
- 2007 – Peter G. Fedor-Freybergh(inne języki)
- 2007 – Marek Pawlikowski
- 2007 – Marek Edelman
- 2007 – Teofan Domżał(inne języki)
- 2008 – Andrzej Kurnatowski
- 2008 – Robert H. Jones
- 2008 – Felipe Casanueva Freijo(inne języki)
- 2008 – Jerzy A.G. Vetulani
- 2008 – Stanisław J. Konturek
- 2009 – Michael Katz
- 2011 – Thomas Slaga
- 2011 – Szewach Weiss
- 2012 – Aaron Ciechanower
- 2013 – Norman Minner Rich
- 2015 – Ada Jonath
- 2016 – Markolf Hanefeld(inne języki)
- 2019 – Antoni Dziatkowiak